# 巴特奥尔德斯洛
巴特奥尔德斯洛（德語：Bad Oldesloe，發音：[ˌbaːt ˈʔɔldəsˌloː] ⓘ）是德国石勒苏益格-荷尔斯泰因州施托尔曼县的城市，也是施托尔曼县的县治，面积52.59平方千米，2023年12月31日人口为25,104人。

## 友好城市
巴特奥尔德斯洛与以下城市结为友好城市：
- 以色列 贝埃尔雅各布（英语：Be'er Ya'akov）
- 巴勒斯坦 吉夫纳（英语：Jifna）
- 波蘭 科沃布热格
- 法國 奧利韋